# Tentaciones (serie de televisión)
Tentaciones es una serie de comedia colombiana que salió al aire entre 1994 y 1998 por la Cadena Uno, original de Anita de Hoyos para Caracol Televisión. 
Protagonizada por Diego León Hoyos e Isabella Santodomingo, Nórida Rodríguez y Rosemary Bohórquez con la participación estelar de Tania Fálquez, Margarita Durán y María Paulina de Zubiría (Camila) con Karl Troller y Juan Carlos Arango (Rafael). También aparecieron las primeras actrices Chela Arias, Gloria Gómez, Lucero Gómez †, Clemencia Guillén y Delfina Guido. Además contó con la participación juvenil de Laura Rojas y Marcos González.

## Argumento
Camila Iriarte Holguín es una joven y distinguida pediatra de clase alta de Bogotá, quien queda embarazada de su novio Rafael Rodríguez, joven beisbolista de clase media, bastante rústico y de poco roce social. Camila contrae matrimonio con Rafael, a pesar del rechazo de la familia de aquella, especialmente de doña Clemencia, su madre, y de Piedad, su tía, una señorita clasista y presumida que le hará la vida imposible a Rafael. Es aquí cuando el ángel de la guarda de la familia Rodríguez Iriarte, Serafín, y una sexy demonia llamada Luz Bella realizan una apuesta en la que se establece que si el matrimonio de Camila y Rafael termina en divorcio el ángel Serafín perderá sus alas y se irá al infierno junto con ella.

## Elenco y personajes
- Diego León Hoyos como Serafín: ángel de la guarda de la familia Rodríguez Iriarte, hará todo lo posible por cuidar a los Rodríguez y no dejar que estos se divorcien a causa de las artimañas de Luz Bella, Salomé y Luz Buenona.

- Isabella Santodomingo como Luz Bella: una linda demonia la cual hará todo lo posible para que los Rodríguez se divorcien y se pueda llevar a Serafin al infierno. Al no poder cumplir su propósito, el diablo toma la lo decisión de cambiarla por Salomé ya que Luz Bella no había podido separar al matrimonio.

- Nórida Rodríguez como Salomé: es un ángel caído que se convirtió en una sensual demonia en reemplazo de Luz Bella, muy astuta y más malvada que la anterior. No obstante, tampoco logra separar a Rafael y Camila y es sustituida por Luz Buenona.

- Rosemary Bohórquez como Luz Buenona: sexy y voluptuosa demonia, maquiavélica, oportunista y nefasta, hará hasta lo imposible por separar a los Rodríguez. Detesta a Serafín, a quien llama «Batracio».

- Tania Fálquez / Margarita Durán / María Paulina de Zubiría como Camila Iriarte Holguín de Rodríguez: esposa de Rafael y madre de Pilarica, es una joven pediatra de clase alta que ama a su familia, una de las más distinguidas de la ciudad. No soporta el carácter rústico de su esposo.

- Karl Troller (durante los primeros 14 capítulos) / Juan Carlos Arango como Rafael Rodríguez: esposo de Camila y padre de Pilarica, apodado «el Cafre» por la tía de su esposa. Es un joven abogado y entrenador de béisbol de clase media, rústico y de poco roce social. No trabaja y tiene una fuerte adicción a las revistas y a los videos de Sports Illustrated.

- Laura Rojas Godoy como Adriana del Pilar Rodríguez Iriarte («Pilarica»): hija de Camila y de Rafael, muchacha de buenos sentimientos y catalizador de los problemas de sus padres. Al parecer está enamorada de «Frigo», su mejor amigo.

- Lucero Gómez † como Minerva: empleada del servicio doméstico de los Rodríguez, quiere mucho a Camila y su familia. Es un instrumento de Serafín para que haya amor y felicidad en la casa de los Rodríguez.

- Clemencia Guillén / Delfina Guido cómo Rosario Pataquiva de Rodríguez: madre sobreprotectora de Rafael, suegra de Camila y abuela de Pilarica. Es noble, corriente y de modales rústicos, con poca educación formal y con total desatino para la moda. Las Holguín la consideran una vergüenza.

- Marcos González como Frigo: vecino de los Rodríguez y mejor amigo de Pilarica. Está enamorado (no muy en secreto) de Camila. Vive día y noche en la casa de los Rodríguez, juega béisbol con Rafael, su amigo y cómplice.

- Chela Arias como Clemencia Holguín de Iriarte: madre de Camila, suegra de Rafael, abuela de Pilarica y hermana de Piedad. Es una mujer clasista y distinguida, no puede aceptar que su única hija se haya casado con un corriente, vago y bueno para nada; odia a Rafael y fue un instrumento de Luz Bella para ayudar a la destrucción del matrimonio hasta que falleció en un accidente.

- Gloria Gómez cómo Piedad Holguín Sáenz: hermana menor de Clemencia, tía solterona de Camila y Pilarica, mujer rica de alta sociedad. Odia a Rafael (aunque en algunos capítulos sale a flote su gusto por él) y considera una vergüenza social que Rafael sea el esposo de Camila, su querida sobrina, y para rematar, un «cafre» sin educación.

## Actores invitados
- Fernando Solórzano como Sofloquez Vergara (otros).
- Jorge Herrera como Kiko.
- Jorge Enrique Abello como Juan Andrés Rodriguez de Narvaez.
- Jota Mario Valencia como H. Pedro Buendía.
- Dago García como Ángel Canales.
- Victor Hugo Ruiz como Miguel Ángel Rodríguez.
- Marcelo Cezán
- Pilar Álvarez como Próspera Matapobres.

## Versiones
En 2006, aguardando que fuera a tener el mismo éxito de Tentaciones (serie que retransmitió en horario diurno durante varios años), Caracol Televisión realizó un remake titulado Divinas tentaciones, protagonizado por Inés Oviedo y Mauricio Vélez, el cual no tuvo éxito.

## Vídeos en la web
- Cabezote de Tentaciones